# Bibi & Tina – Einfach anders
Bibi & Tina – Einfach anders ist ein Spielfilm im Musicalstil aus dem Jahr 2022. Der Film, der am 21. Juli 2022 in die Kinos kam, ist eine Fortsetzung zu Bibi & Tina – Die Serie. Die Regie wurde von Detlev Buck geführt.

## Handlung
Bibi und ihre Freundin Tina erhalten auf dem Martinshof ungewöhnlichen Besuch: Die drei Neuankömmlinge Disturber, Spooky und Silence, die sich hier für die Ferien einquartieren, haben es nämlich in sich. Während Silence kein Wort sagt und Spooky fest von der Existenz von Außerirdischen überzeugt ist, will Disturber offenbar Streit mit Bibi vom Zaun brechen. Was sich die Hexe natürlich nicht bieten lassen will.
Außerdem tritt der geheimnisvolle V. Arscher auf den Plan, der für irgendetwas Rache an Graf Falko üben will. Als ein Meteoritenschauer sich ankündigt, droht Chaos auszubrechen. Doch wer betrügt hier eigentlich wen? Nur mit vereinten Kräften kann die Situation vielleicht doch noch gerettet werden, wenn Unterschiede überwunden werden und neue Freundschaften entstehen.

## Produktion
Die Dreharbeiten zu dem neuen Bibi-&-Tina-Film haben am 27. Juli 2021 begonnen.
Am 4. November 2021 wurde der Trailer zu Bibi & Tina – Einfach anders veröffentlicht, der auch exklusiv einen Tag vorher am 3. November 2021 auf Bravo zu schauen war.
Die Postproduktion des Filmes war im Mitteldeutschen Multimediazentrum MMZ in der Stadt Halle (Saale), wo der Film am 18. Juli 2022 auch seine Premiere gefeiert hatte.

## Soundtrack
| Titel                         | Gesungen von                                                            | Länge |
| ----------------------------- | ----------------------------------------------------------------------- | ----- |
| Bibi & Tina (Weltraumversion) | Bibi Blocksberg & Tina Martin                                           | 1:46  |
| Bisschen Kuscheln             | Bibi Blocksberg & Tina Martin                                           | 2:38  |
| Hallo Hallo                   | Bibi Blocksberg & Tina Martin                                           | 3:24  |
| Ein Alien tanzt               | Bibi Blocksberg                                                         | 2:22  |
| Lass es Kartoffeln regnen     | Graf Falko von Falkenstein                                              | 3:00  |
| Schreien! Schreien! Schreien! | Alexander von Falkenstein                                               | 1:25  |
| Nein Danke                    | Disturber                                                               | 2:02  |
| V. Arscher                    | Victor Arscher                                                          | 2:23  |
| Baby                          | Bibi Blocksberg & Tina Martin                                           | 3:20  |
| Liebe muss fliegen            | Freddy & Spooky                                                         | 2:18  |
| Anders ist gut                | Bibi Blocksberg, Tina Martin, Alexander von Falkenstein & Holger Martin | 2:58  |
| Happy New Year                | Bibi Blocksberg & Tina Martin                                           | 2:34  |

## Kritiken
Die Kritiken fielen gemischt aus.
Matthias von Viereck lobte im Hamburger Abendblatt, Detlev Buck thematisiere das Thema Diversität, ohne "moralinsauer" zu werden. Der Film mache Spaß und sei spannend.
Der Filmkritiker Wolfgang M. Schmitt kritisierte den Film für seine dargestellte „Scheinpluralität“. Mit dem Thema Diversität werde die gesellschaftliche Ungerechtigkeit der vererblichen Adelsherrschaft verdeckt, die Schmitt bereits bei den vorherigen Filmen kritisierte. Der Film propagiere dies, weil Bibi und Tina den Gentest des Antagonisten V. Arscher, der Falkos Stammbaum anzweifle, widerlegen wollen während Sinn und Gerechtigkeit vererbter adliger Macht nicht hinterfragt würde. Im Kostüm des V. Arscher sieht er eine antisemitische Anspielung.